# Ladang Baro (Darul Makmur)
Ladang Baro is een bestuurslaag in het regentschap Nagan Raya van de provincie Atjeh, Indonesië. Ladang Baro telt 247 inwoners (volkstelling 2010).